# Kachemak Bay
Die Kachemak Bay ist eine 64 km lange Bucht im Südwesten der Kenai-Halbinsel im US-Bundesstaat Alaska, die bei Homer mit dem Cook Inlet verbunden ist. 
Eine Landzunge erstreckt sich von Homer nach Südosten und trennt die Bucht vom offenen Meer. Diese bildet den südlichen Endpunkt der Alaska Route 1.
An der Bucht liegen neben Homer noch die Orte Halibut Cove, Seldovia und Kachemak. Der vom Harding Icefield gespeiste Fox River mündet in die Bucht. Weitere Zuflüsse sind Martin River, Sheep Creek, Bradley River und Battle Creek.
Südlich der Bucht liegt mit dem Kachemak Bay State Park and State Wilderness Park, einem 1620 km² großen Schutzgebiet, der erste State Park Alaskas.
„Kachemak“ bedeutet in Yup'ik so viel wie „große Klippe am Wasser“. Ein früherer Name der Bucht war Chugachnik Gulf.